# Dampfwachsschmelzer
Ein Dampfwachsschmelzer ist ein Imkereigerät, das dem Einschmelzen alter Bienenwaben zu festem Bienenwachs dient. Dies geschieht, indem heißer Wasserdampf in einen Behälter mit den zu schmelzenden Waben geleitet wird. Im Gegensatz zum Sonnenwachsschmelzer benötigt der Dampfwachsschmelzer eine externe Energiequelle. Der Wasserdampf muss mit elektrischem Strom oder Erdgas erzeugt werden.

## Aufbau
In der Regel besteht der Dampfwachsschmelzer aus einem großen Kasten, in dem die Waben platziert werden können. Dieser Schmelzbehälter kann aus Edelstahl oder Kunststoff sein. Um die Hitze halten zu können, muss er mit einem Deckel verschließbar sein. Oft ist die Größe angepasst an ein bestimmtes Rähmchenmaß. Am unteren Ende befindet sich ein Hahn, durch den das geschmolzene Wachs abfließen kann. Meist gelangt dieses dann in ein separates Gefäß und erstarrt an der Luft wieder zu einem Feststoff. Auf dem Weg nach draußen passiert das Wachs oft ein eingebautes Sieb. Falls dieses nicht vorhanden ist, können die Waben vor dem Schmelzen in ein Vlies eingewickelt werden, das Verunreinigungen zurückhält.
Der Wasserdampf wird fast immer außerhalb des Schmelzbehälters produziert. Über einen Schlauch gelangt er von der Wärmequelle zu den Waben. Um die Langlebigkeit zu erhöhen, wird bei vielen Modellen empfohlen, destilliertes Wasser zu verwenden. Die Erhitzung erfolgt mit Strom durch einen Tauchsieder oder alternativ durch einen Gasbrenner.

## Verfahren
Sind die Waben im Schmelzbehälter platziert, wird das Wasser erhitzt. Nach einigen Minuten siedet das Wasser und der Wasserdampf gelangt zu den Waben. Der Schmelzvorgang dauert ungefähr 60 Minuten, das Wachs rinnt dabei kontinuierlich aus dem Hahn in einen Behälter. Die Dauer, bis alle Waben geschmolzen sind, kann je nach Alter der Waben variieren. Alte Brutwaben beinhalten die Überreste der geschlüpften Bienenlarven und schmelzen deshalb weniger schnell. 

## Unterschiede zum Sonnenwachsschmelzer
Im Gegensatz zum Sonnenwachsschmelzer kann der Dampfwachsschmelzer zu jeder Tages- und Jahreszeit verwendet werden. Dies schafft mehr Flexibilität. Außerdem wird das eingeschmolzene Wachs relativ sauber. Nachteile des Dampfwachsschmelzers sind die höheren Anschaffungskosten, aber auch die laufenden Kosten für Strom oder Gas. Bei elektrisch betriebenen Dampfwachsschmelzern muss zudem eine Steckdose vorhanden sein.